# Варгла (покрајина)
Варгла (арап. ولاية ورقلة), једна је од 48 покрајина у Народној Демократској Републици Алжир. Покрајина се налази у југоисточном делу земље у појасу пустиње Сахаре.
Покрајина Варгла покрива укупну површину од 211.980 km² и има 552.539 становника (подаци из 2008. године). Највећи град и административни центар покрајине је град Варгла.